# BMW K 1600 GT
Die BMW K 1600 GT ist ein Motorrad der Bayerischen Motorenwerke, Sparte BMW Motorrad.

## Geschichte
Die K 1600 GT wurde auf der Messe Intermot im Oktober 2010 vorgestellt. Die Markteinführung war im März 2011 zum Basispreis von 19.900 Euro; 2017 betrug er 22.050 Euro. Bis zur Modellpflege im Februar 2022 wurden etwa 68.000 Einheiten verkauft.

## Technik

### Motor

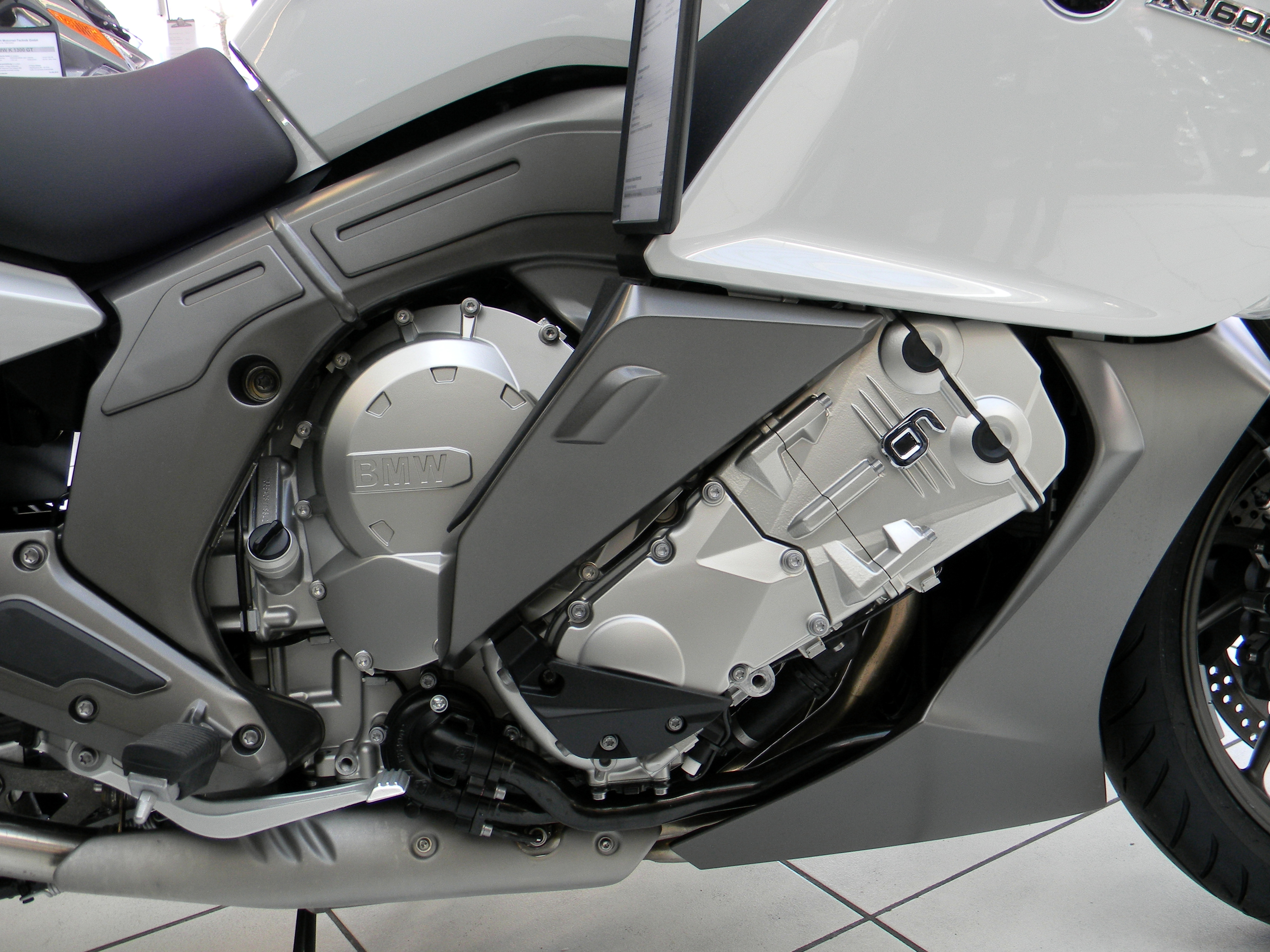
Motor-Seitenansicht einer BMW K 1600 GT (mit einer „6“ für „6 Zylinder“)

Die BMW K 1600 GT wird von einem Sechszylinder-Ottomotor angetrieben. Er ist auf geringe Baubreite, hohes Drehmoment bei niedrigen Drehzahlen – schon bei Leerlaufdrehzahl liegen mehr als 100 Nm an – und eine geringe Masse ausgelegt. Der Motorblock ist ein Aluminiumgussteil. Die Bohrung beträgt 72 mm; die Stege zwischen den Zylindern sind 5 mm stark. Durch konstruktive Maßnahmen wie die (über eine Zahnkette angetriebene) Rohr-Nockenwelle mit einer Rohrwandstärke von 3 mm (Gewichtseinsparung 1 kg) wird eine Gesamtmasse von 102,6 kg erreicht. Damit wiegt der Motor trotzdem 25 kg mehr als der annähernd leistungsgleiche Motor der BMW K 1300 GT mit vier Zylindern, von der auch die 55-Grad-Neigung der Zylinderbank übernommen wurde. Jedoch ist er etwa 7,5 kg leichter als der große Boxermotor der 2020 vorgestellten R 18.

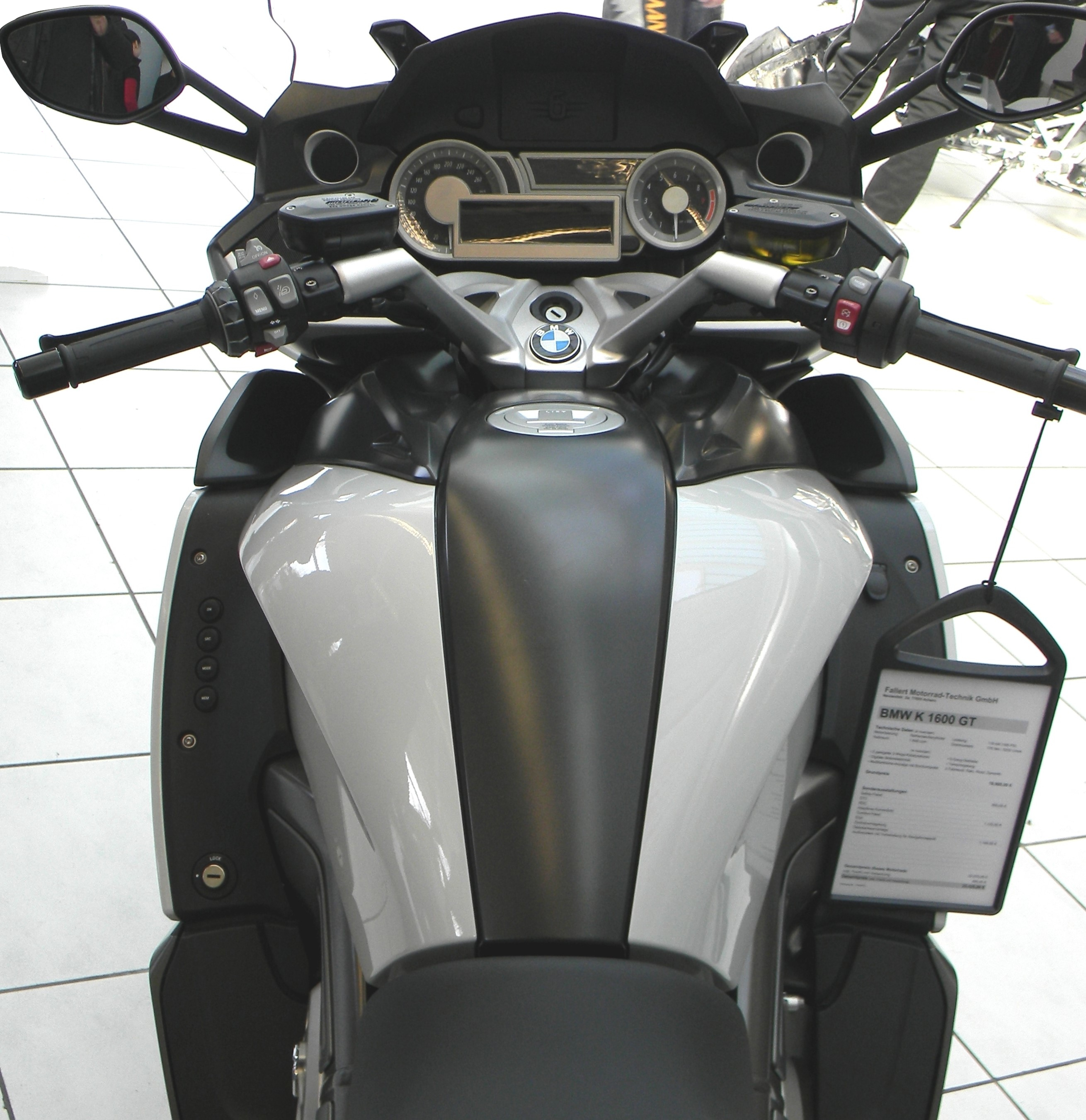
Blick über Sitzbank und Tank auf die Instrumente einer BMW K 1600 GT (vor Modellpflege 2022)

Der Motor hat eine zentrale, elektronisch geregelte, von einem Elektromotor angetriebene Drosselklappe mit 52 mm Durchmesser. Für die Gemischaufbereitung hat der Motor eine elektronisch geregelte Saugrohreinspritzung. Das Verdichtungsverhältnis des Motors beträgt 12,2 : 1.
Der Motor ermöglicht eine Beschleunigung von 0 auf 100 km/h in 3,2 Sekunden. Die Zeitung Die Welt ermittelte 2018 mit der schweren Grand America einen Verbrauch zwischen 5,2 und 7,0 Liter pro 100 km. 2022 wurde der Motor durch einen zusätzlichen Katalysator, zwei weitere Lambdasonden, Anpassung des Klopfsensors und ein neues Motorsteuergerät an die Euro 5-Abgasnorm angepasst. Der CO2-Ausstoß beträgt 137 g/km. Die 118 kW werden nun bei 6750/min erreicht, das Drehmoment stieg um 5 Nm auf 180 Nm. Die elektronisch gesteuerte Abregeldrehzahl beträgt 9000/min.

### Fahrwerk
Die K 1600 GT hat einen Brückenrahmen aus Aluminium. Das Hinterrad wird von einer Zweigelenk-Einarmschwinge ebenfalls aus Aluminium geführt. Eine Duolever-Konstruktion mit einem zentralen Federbein führt das Vorderrad. Drei Fahrprogramme („Rain“ [ändert die Gasannahme und begrenzt die Leistung auf 112 kW], „Road“ und „Dynamik“), die über eine Taste an der rechten Lenkerarmatur geschaltet werden, gehören wie auch ABS zur Serienausstattung. Gegen Aufpreis ist das Fahrwerk elektronisch verstellbar (ESA II), so dass es an die Gegebenheiten von Asphalt, Zuladung und Fahrweise angepasst werden kann.

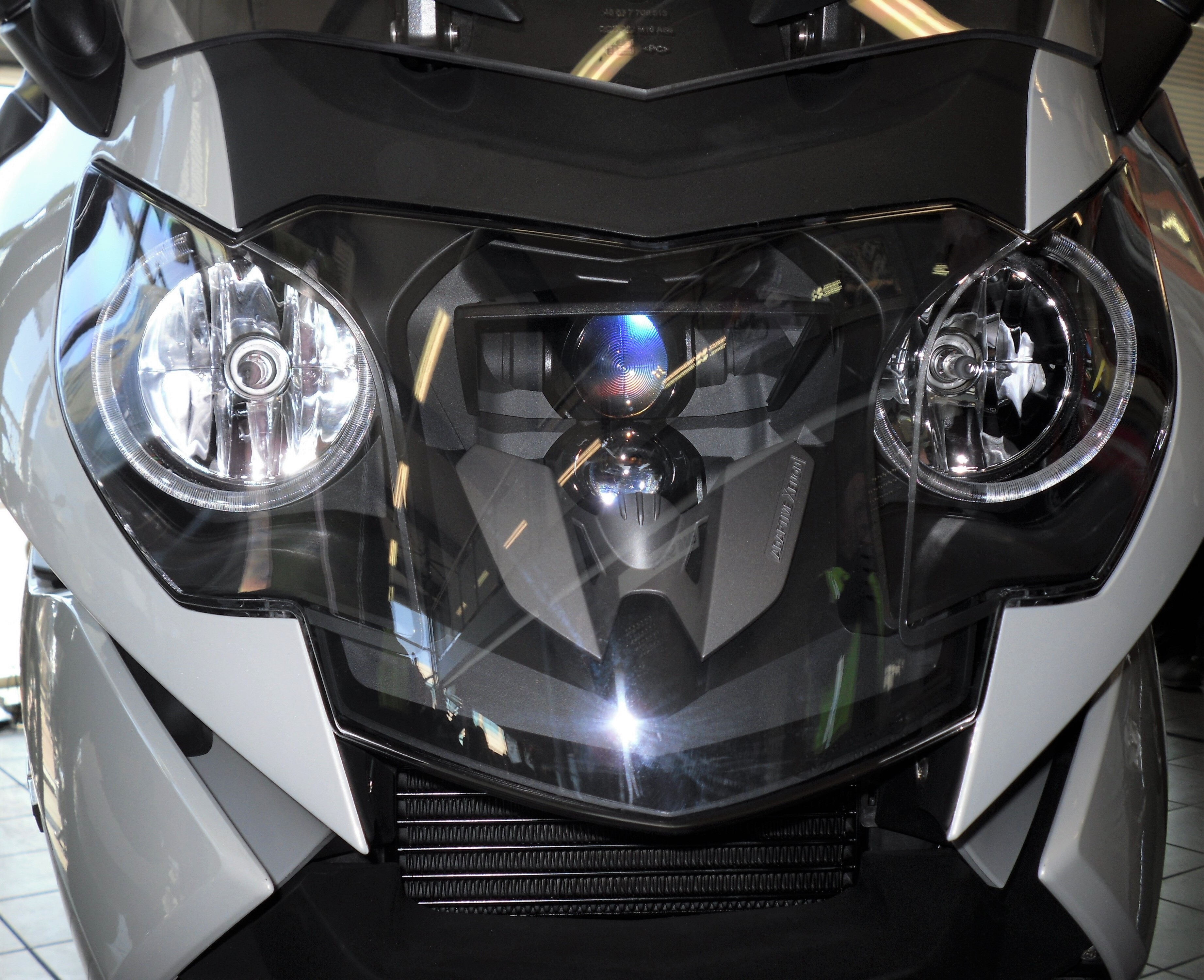
Xenon-Adaptiv-Scheinwerfer und H7-Fernlicht mit Tagfahrlichtringen
(bis Modellpflege 2022)

### Ausstattung
Als erstes Motorrad weltweit bot die K 1600 GT gegen Aufpreis ein adaptives Kurvenlicht, das die Straße bei nächtlichen Kurvenfahrten besser ausleuchtet. Ein Schwenkspiegel in der Optik des Xenon-Abblendlichts kompensiert bis zu 25 Grad Schräglage. Mit der Modellpflege 2022 wurde auf LED-Licht umgestellt, was zur Kompensation der Beschleunigung nun auch ein zwei Grad horizontal neigbares Schwenklicht bietet. Damit entspricht auch die Optik dem inzwischen verwendeten „Familiengesicht“. Weiter wurden die analogen Instrumente durch ein 10,25 Zoll großes TFT-Display ersetzt.
Seit 2017 wurde eine elektrische Rückfahrhilfe, die den E-Starter nutzt, und ein Schaltassistent als Extra angeboten. Die Instrumente wurden leicht überarbeitet.

## Versionen

### K 1600 GTL
Die K 1600 GTL ist durch zusätzliche Ausstattungen wie eine bequemere einteilige Sitzbank, einen stärker zum Fahrer hin gekröpften Lenker, gummierte Fußrasten und einen von 24 auf 26,5 Liter vergrößerten Kraftstofftank noch weiter als Langstreckentourer entwickelt.
Zur BMW K 1600 GTL gehört serienmäßig ein Topcase, das gegen Mehrpreis mit einer zweiten, hochgelegten Bremsleuchte ausgestattet ist. Mehr Chromteile an der Seitenverkleidung, Windflaps und die verchromten Endschalldämpfer unterscheiden sie zusätzlich von der K 1600 GT; sie sorgen gegenüber der GT-Version für einen leiseren, gedämpfteren Motorklang. Der Listenpreis in Deutschland betrug zur Markteinführung 21.850 Euro, zur Modellpflege 2022 beträgt er 27.950 Euro.

### K 1600 B und Grand America

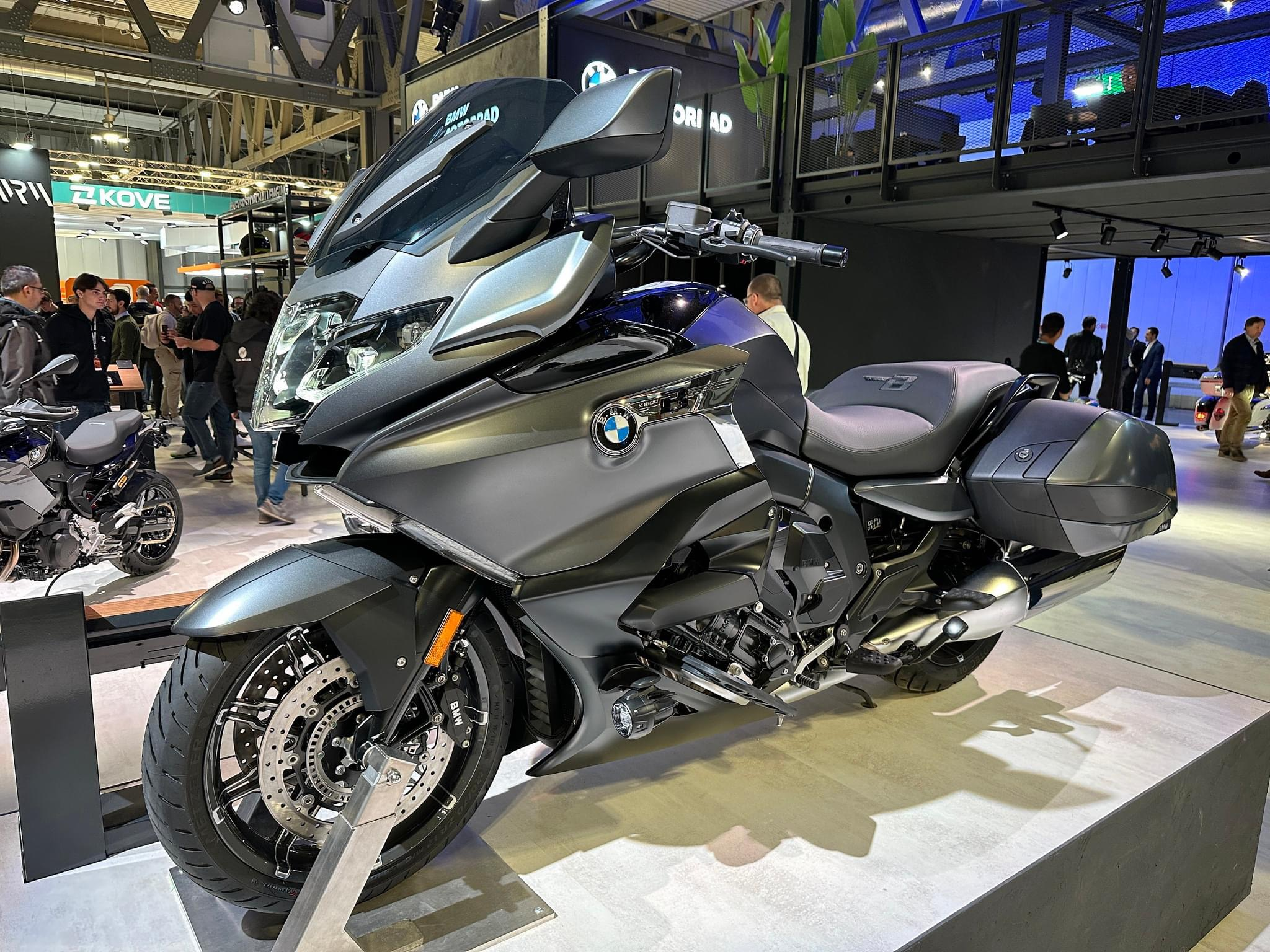
K 1600 B, 2025

Im März 2017 stellte BMW die K 1600 B oder „Bagger“ vor (abgeleitet von bag, englisch Tasche). Diese Version hat einen abgesenkten Heckrahmen und tropfenförmig zulaufende Koffer mit senkrecht verlaufenden, geschwungenen Rückleuchten und 17-Zoll-Schmiederäder. Bei ihrer Einführung kostete sie 21.900 Euro.
Im November 2017 stellte BMW die Grand America vor, die von der Bagger-Version abgeleitet ist: Sie hat wie die GTL einen Topcase sowie Trittbretter, Motorschutzbügel und die elektrische Rückfahrhilfe. Um insbesondere bei beladenem Topcase sicheres Fahren zu ermöglichen, wird sie bei 162 km/h abgeregelt.

## Kritiken
„Die Laufruhe des Reihensechsers beeindruckt schon auf den ersten Metern. Und die Leistungsabgabe auch: Bei kaum mehr als Standgas lässt sich das schwere Motorrad im dritten Gang um spitze Ecken manövrieren, ohne dass Abwürgegefahr besteht. Auch aus niedrigsten Drehzahlen nimmt das 160 PS starke Triebwerk ruckfrei Gas an.
Leistung steht jederzeit zur Verfügung, so dass der Fahrer fast unabhängig vom eingelegten Gang praktisch immer aus dem Vollen schöpfen kann. Höhere Drehzahlen als 3.500 U/min sind kaum nötig. Außerdem freut sich das Fahrer-Ohr immer wieder aufs Neue über den unnachahmlichen Sound des Sechszylinders. Zwischen Brabbeln und heiserem Kreischen beherrscht er alle Tonlagen.
Ein Schwergewicht mit geringem Verbrauch
Unerwartet gemäßigt fällt der Treibstoffverbrauch des 1,6-Liter-Triebwerks aus. Dabei hat es mächtig zu schleppen. Die voll beladene Maschine wiegt mit einer Person besetzt nicht unter 400 Kilogramm. Doch selbst wer zügig unterwegs ist, kann mit unter fünf Litern auf 100 Kilometer rechnen. Mehr braucht man nur bei sehr aktiver Fahrweise. 500 Kilometer ohne Tankstopp? Kein Problem. […]
Wo Fahrer zuvor noch über lästige Schläge aus dem Antriebsstrang klagten, herrscht nun Ruhe. Allerdings wirkt es beim Fahren so, als habe man hierfür nicht nur in die Mechanik, sondern auch in die Elektronik eingegriffen. Zuweilen scheint der Sechser ‚von sich aus‘ ans Gas zu gehen, um auftretende Lastwechsel auszugleichen.
Davon abgesehen gibt es wirklich wenig zu meckern. Federung, Dämpfung, Bremsen, ABS-Regelung – alle arbeiten geschmeidig und unaufdringlich. Ein echter Genuss. Auch vor Wind- und Wetter sind die Reiter dank der guten Aerodynamik geschützt. […]
Testverbrauch: 4,8 bis 6,0 l/100 km“